# Сосновське сільське поселення (Білоярський район)
Сосно́вське сільське поселення (рос. Сосновское сельское поселение) — сільське поселення у складі Білоярського району Ханти-Мансійського автономного округу Тюменської області Росії.
Адміністративний центр та єдиний населений пункт — селище Сосновка.
Населення сільського поселення становить 1478 осіб (2017; 1414 у 2010, 1484 у 2002).